# Hrhov
Hrhov és un poble i municipi d'Eslovàquia. Es troba a la regió de Košice, a l'est del país.

## Història
La primera referència escrita de la vila data del 1263.

## Demografia
| Godina             | 1994 | 2004   | 2014   | 2024   |
| ------------------ | ---- | ------ | ------ | ------ |
| Nombre de persones | 1177 | 1192   | 1115   | 1040   |
| Diferència         |      | +1,27% | −6,45% | −6,72% |

| Godina             | 2023 | 2024   |
| ------------------ | ---- | ------ |
| Nombre de persones | 1045 | 1040   |
| Diferència         |      | −0,47% |